# 司空頲
司空颋（9世纪？—915年），唐朝末年至五代十国后梁、后唐官员，贝州人。
唐僖宗时，司空颋举进士不中，皇帝播迁，三辅大乱，于是回到乡里。罗绍威为魏博节度副大使，司空颋前去投奔，幕客公乘亿推荐他，担任为罗绍威掌书记。罗绍威卒，罗弘信任命他为府参军，征召为馆驿巡官。后梁建立，司空颋为太府少卿。杨师厚镇天雄，司空颋解官去依附。杨师厚卒，贺德伦继任。张彦之乱，命判官王正言草奏，诋斥后梁君臣，王正言不会写文章，不能下笔，张彦怒大骂：“笨蛋辱我。”推他下榻。问谁可草奏，有人说司空颋是罗王时书记，于是让骑兵召来。司空颋为乱兵夺取衣服，敝服蔽形，见到张彦长揖，神气自若，挥笔成文，诋斥后梁君臣，张彦很高兴，给他以衣服仆马，任命他为判官。张彦胁迫贺德伦降晋，贺德伦遣司空颋前去太原。晋王李存勖兼领天雄，仍以司空颋为判官。梁、晋对峙，司空颋权军府事。司空颋被郭崇韬厌恶，郭崇韬多次说他受贿。都虞候张裕有过失，司空颋依法惩治。司空颋有侄在后梁，派遣家奴写信相召，张裕擒其家奴，说他写信勾结后梁。天祐十二年（915年）六月，李存勖于是将他族诛。